# Kirsi (przystanek kolejowy)
Kirsi – przystanek kolejowy w miejscowości Tartu, w prowincji Tartu, w Estonii. Położony jest na linii Tartu - Koidula.